# Metaporana parvifolia
Metaporana parvifolia là một loài thực vật có hoa trong họ Bìm bìm. Loài này được (K. Afzel.) Verdc. mô tả khoa học đầu tiên năm 1969.